# Tel Shor
Tel Shor (hebreiska: תל שור) är en kulle i Israel.   Den ligger i distriktet Norra distriktet, i den norra delen av landet. Toppen på Tel Shor är 38 meter över havet.
Terrängen runt Tel Shor är kuperad västerut, men österut är den platt.Runt Tel Shor är det ganska tätbefolkat, med 80 invånare per kvadratkilometer. Närmaste större samhälle är Nasaret, 13,7 km öster om Tel Shor. Trakten runt Tel Shor består till största delen av jordbruksmark.